# Liste der denkmalgeschützten Objekte in Pattigham
Die Liste der denkmalgeschützten Objekte in Pattigham enthält das denkmalgeschützte, unbewegliche Objekt der Gemeinde Pattigham im oberösterreichischen Bezirk Ried im Innkreis.

## Denkmäler
| Foto |                 | Denkmal                                                           | Standort                           | Beschreibung | Metadaten |
| ---- | --------------- | ----------------------------------------------------------------- | ---------------------------------- | --- | --- |
| ja   | Datei hochladen | Kath. Pfarrkirche hl. Laurentius HERIS-ID: 52469 Objekt-ID: 59321 | Hauptstraße Standort KG: Pattigham | Die Pfarrkirche ist ein spätgotischer einschiffiger Sakralbau mit einem eingezogenen dreijochigen Chor. Der barocke Hochaltar stammt aus der Werkstätte von Thomas Schwanthaler. Dieser wurde ursprünglich für die Wallfahrtskirche Sankt Thomas um 1665/70 errichtet und im Zuge der Josephinischen Reformen in die Laurentiuskirche übertragen. | BDA-Hist.: Q21552736 Status: § 2a Stand der BDA-Liste: 2025-06-30 Name: Kath. Pfarrkirche hl. Laurentius GstNr.: .31 Saint Lawrence Church (Pattigham) |